# Rüdiger Bahr
Pour les articles homonymes, voir Bahr.
Rüdiger Bahr,  né le 19 janvier 1939 à Francfort-sur-l'Oder et mort le 25 août 2023, est un réalisateur, metteur en scène, comédien de théâtre et acteur de doublage allemand.

## Biographie
Rüdiger Bahr étudie la réalisation et les arts de la scène à l'École supérieure de musique de Stuttgart. Il commence sa carrière de comédien dans les théâtres de Ratisbonne, de Hanovre et au Kammerspiele de Munich. Entre 1985 et 1997 il est au Renaissance-Theater de Berlin, au Luisenburg-Festspiele (de) de Wunsiedel en Bavière et au Ernst Deutsch Theater de Hambourg.
Sa voix est principalement connue en Allemagne pour le doublage de Ed O'Neill (le personnage de Al Bundy) dans les onze saisons complètes  de la sitcom Mariés, deux enfants. Il double également Ed O'Neill dans Dragnet et depuis 2012 dans Modern Family. Il réalise encore la synchronisation de Ted Danson dans les sitcom Cheers (Sam Malone) et Becker (Dr John Becker) et celle de William Shatner dans Les Quatre Filles du docteur March (prof. Friedrich Bhaer).

## Filmographie
- 1961 : Der Besuch im Karzer (TV)
- 1961 : Schweyk im zweiten Weltkrieg (TV)
- 1965 : Wovon die Menschen leben (TV)
- 1968 : Die süße Zeit mit Kalimagdora
- 1969 : Der Kommissar (série télévisée, un épisode)
- 1970 : Abseits (TV)
- 1971 : Der scharfe Heinrich (de)
- 1971 : Nachricht aus Colebrook (TV)
- 1972 : Libussa (TV)
- 1972 : Privatdetektiv Frank Kross (série télévisée)
- 1972 : Der Andersonville-Prozess (TV)
- 1972 : Boney (série télévisée, eine Folge)
- 1973 : Libero
- 1973 : Die Partner (série télévisée)
- 1973 : Mordkommission (série télévisée)
- 1974 : Okay S.I.R. (série télévisée, un épisode)
- 1974 : Le Dessous du ciel (série télévisée)
- 1975 : L'Appel de l'or (téléfilm en quatre parties)
- 1975 : Erdbeben in Chile (TV)
- 1977 : Der Privatsekretär (TV)
- 1979 : Jauche und Levkojen (de) (série télévisée)
- 1980 : Nirgendwo ist Poenichen (série télévisée)
- 1982 : Der schwarze Bumerang (de) (mini-série TV) (scénariste)
- 1983 : Büro, Büro (de) (série télévisée, deux épisodes)
- 1986 : Lauter Glückspilze (série)
- 1986 : Tatort: Tod auf Eis (de) (série télévisée)
- 1987 : Tatort – Blindflug (série télévisée)
- 1989 : Gummibärchen küßt man nicht
- 1989 : Nice Work (série télévisée)
- 1993 : Ein Schloß am Wörthersee (série télévisée, un épisode)
- 1993 : Happy Holiday (de) (série télévisée, un épisode)
- 1997 : Der Weihnachtsmörder (TV)

## Crédit d'auteurs
- (de) Cet article est partiellement ou en totalité issu de l’article de Wikipédia en allemand intitulé « Rüdiger Bahr » (voir la liste des auteurs).